# Kitui (hạt)
Hạt Kitui là một hạt thuộc tỉnh Đông ở Kenya. Theo điều tra dân số ngày 24 tháng 8 năm 1999, hạt này có dân số 515422 người. Hạt Kitui có diện tích 20402 km². Hạt lỵ đóng tại Kitui.